# Cụm tập đoàn quân Weichsel
Cụm tập đoàn quân Weichsel (tiếng Đức: Heeresgruppe Weichsel) là một đơn vị quân sự chiến lược cấp cụm tập đoàn quân của Wehrmacht. Được thành lập vào ngày 24 tháng 1 năm 1945 với nhiệm vụ bảo vệ Berlin khỏi quân Liên Xô từ hướng sông Vistula, cụm tập đoàn quân bao gồm các đơn vị còn lại của cụm tập đoàn quân A (tan rã sau chiến dịch Wisla–Oder của Liên Xô), cụm tập đoàn quân Trung tâm (phần lớn bị tiêu diệt trong chiến dịch Đông Phổ) và các đơn vị  thành lập mới.